# Bang Bang (bài hát của Jessie J, Ariana Grande và Nicki Minaj)
"Bang Bang" là một bài hát của ca sĩ người Anh Jessie J, ca sĩ người Mỹ Ariana Grande và rapper người Mỹ Nicki Minaj nằm trong album phòng thu thứ ba của Jessie J, Sweet Talker (2014) cũng như phiên bản sang trọng từ album phòng thu thứ hai của Grande, My Everything (2014). Nó được phát hành vào ngày 27 tháng 7 năm 2014 như là đĩa đơn đầu tiên trích từ album Sweet Talker và thứ ba từ My Everything bởi Lava Records và Republic Records. "Bang Bang" được đồng viết lời bởi Minaj, Savan Kotecha với những nhà sản xuất nó Max Martin và Rickard Göransson, bên cạnh sự tham gia đồng sản xuất từ Ilya. Ban đầu được sáng tác như là một bản hát đơn cho Grande và đã bị từ chối, nhưng sau khi lắng nghe bản thu nháp được thu âm bởi Jessie J và Minaj, cô đã thay đổi quyết định và tham gia góp giọng vào bài hát. Đây là một bản dance-pop kết hợp với những yếu tố từ R&B mang nội dung liên quan đến một cô gái bị thu hút bởi một chàng trai nhưng anh ấy lại thích một người khác, và cô đã cố gắng để thể hiện cho anh thấy sự hoàn hảo và nổi loạn của cô như thế nào.
Sau khi phát hành, "Bang Bang" nhận được những phản ứng tích cực từ các nhà phê bình âm nhạc, trong đó họ đánh giá cao sự ăn ý của ba nghệ sĩ cũng như quá trình sản xuất bài hát, đồng thời so sánh nó với bài hát năm 1984 của Wham! "Wake Me Up Before You Go-Go". Ngoài ra, "Bang Bang" còn gặt hái nhiều giải thưởng và đề cử tại những lễ trao giải lớn, bao gồm một đề cử giải Grammy cho Trình diễn song tấu hoặc nhóm nhạc pop xuất sắc nhất tại lễ trao giải thường niên lần thứ 57. Nó cũng tiếp nhận những thành công vượt trội về mặt thương mại, đứng đầu bảng xếp hạng ở Vương quốc Anh và lọt vào top 10 ở nhiều thị trường khác, bao gồm vươn đến top 5 ở một số thị trường lớn như Úc, Canada, Ireland và New Zealand. Tại Hoa Kỳ, bài hát đạt vị trí thứ ba trên bảng xếp hạng Billboard Hot 100, trở thành đĩa đơn thứ hai của Jessie J, thứ tư của Grande và thứ mười của Minaj lọt vào top 10, đồng thời tiêu thụ được hơn 3.4 triệu bản tại đây. Tính đến nay, "Bang Bang" đã bán được hơn 7.3 triệu bản trên toàn cầu, trở thành một trong những đĩa đơn bán chạy nhất mọi thời đại.
Video ca nhạc cho "Bang Bang" được đạo diễn bởi Hannah Lux Davis và phát hành vào ngày 24 tháng 8 năm 2014, trong đó bao gồm những cảnh ba nghệ sĩ trình diễn bài hát ở nhiều bối cảnh khác nhau, trước khi họ cùng nhau tận hưởng vui vẻ ở một bữa tiệc trên sân thượng. Nó đã nhận được một đề cử tại giải Video âm nhạc của MTV năm 2015 ở hạng mục Hợp tác xuất sắc nhất. Để quảng bá bài hát, ba nghệ sĩ đã trình diễn "Bang Bang" trên nhiều chương trình truyền hình và lễ trao giải lớn (cùng nhau hoặc riêng lẻ), bao gồm Dancing with the Stars, The Ellen DeGeneres Show, Good Morning America, Buổi diễn thời trang Victoria's Secret 2014, The X Factor UK, giải Video âm nhạc của MTV năm 2014 và giải thưởng Âm nhạc Mỹ năm 2014, cũng như trong nhiều chuyến lưu diễn của họ. Kể từ khi phát hành, nó đã được hát lại và sử dụng làm nhạc mẫu bởi nhiều nghệ sĩ, như Ricky Martin, Demi Lovato và Sam Tsui, cũng như xuất hiện trong nhiều tác phẩm điện ảnh và truyền hình, bao gồm New Girl, Pitch Perfect 2, Pretty Little Liars và Revenge.

## Danh sách bài hát
| - Đĩa CD 1. "Bang Bang" – 3:19 2. "Bang Bang" (bản hát đơn của Jessie J) – 3:11 - Tải kĩ thuật số 1. "Bang Bang" – 3:19 - EP nhạc số 1. "Bang Bang" (Dada Life phối lại) – 3:34 2. "Bang Bang" (Kat Krazy phối lại) – 3:57 3. "Bang Bang" (3LAU phối lại) – 3:06 4. "Bang Bang" (Imanos and Gramercy phối lại) – 3:44 5. "Bang Bang" (Super Stylers phối lại) – 3:33 | - EP trực tuyến 1. "Bang Bang" (Dada Life phối lại) – 3:34 2. "Bang Bang" (Kat Krazy phối lại) – 3:57 3. "Bang Bang" (3LAU phối lại) – 3:06 4. "Bang Bang" (Imanos and Gramercy phối lại) – 3:44 5. "Bang Bang" (Super Stylers phối lại) – 3:33 6. "Bang Bang" (iLL BLU Mix Radio chỉnh sửa) – 3:44 |

## Thành phần thực hiện
Thành phần thực hiện được trích từ ghi chú của My Eveyrthing (bản sang trọng), Republic Records.
Thu âm
- Thu âm tại Metropolis Studios ở London, Conway Recording Studios ở Los Angeles, California và Gleenwood Place Studios ở Burbank, California.
- Phối khí tại MixStar Studios ở Virginia Beach, Virginia.
- Master tại Sterling Sound ở Thành phố New York, New York.

Thành phần
- Jessie J – hát chính
- Ariana Grande – hát chính, sáng tác[9]
- Nicki Minaj – hát chính, sáng tác
- Max Martin – sáng tác, sản xuất, lập trình, đàn phím
- Rickard Göransson – sáng tác, sản xuất, lập trình, guitar, bass, đàn phím, bộ gõ, giọng nền
- Savan Kotecha – sáng tác
- Ilya – sản xuất, lập trình, giọng nền
- Peter Carlsson – kỹ sư giọng hát, trống, bộ gõ
- Johan Carlsson – đàn phím
- Kuk Harrell – sản xuất giọng hát, kỹ sư giọng hát
- Jonas Thander – kèn cor
- Joi Gilliam – giọng nền
- Taura Stinson – giọng nền
- Chonita Gillespie – giọng nền
- Paul Norris – hỗ trợ sản xuất giọng hát, hỗ trợ kỹ sư giọng hát
- Sam Holland – kỹ sư
- Cory Bice – hỗ trợ kỹ sư
- Serban Ghenea – phối khí
- John Hanes – hỗ trợ phối khí
- Tom Coyne – master
- Aya Merrill – master

## Xếp hạng
| Bảng xếp hạng (2014-16)                | Vị trí cao nhất |
| -------------------------------------- | --------------- |
| Úc (ARIA)                              | 4               |
| Áo (Ö3 Austria Top 40)                 | 12              |
| Bỉ (Ultratop 50 Flanders)              | 14              |
| Bỉ (Ultratop 50 Wallonia)              | 28              |
| Canada (Canadian Hot 100)              | 3               |
| Cộng hòa Séc (Rádio Top 100)           | 40              |
| Đan Mạch (Tracklisten)                 | 10              |
| Châu Âu Digital Song Sales (Billboard) | 1               |
| Phần Lan (Suomen virallinen lista)     | 12              |
| Pháp (SNEP)                            | 47              |
| Đức (Official German Charts)           | 13              |
| Hy Lạp Nhạc số (Billboard)             | 6               |
| Hungary (Single Top 40)                | 20              |
| Ireland (IRMA)                         | 3               |
| Israel (Media Forest)                  | 7               |
| Ý (FIMI)                               | 24              |
| Nhật Bản (Japan Hot 100)               | 40              |
| Hà Lan (Dutch Top 40)                  | 6               |
| Hà Lan (Single Top 100)                | 7               |
| New Zealand (Recorded Music NZ)        | 4               |
| Na Uy (VG-lista)                       | 15              |
| Scotland (OCC)                         | 1               |
| Slovakia (Rádio Top 100)               | 31              |
| Hàn Quốc (Gaon Internation Singles)    | 1               |
| Tây Ban Nha (PROMUSICAE)               | 21              |
| Thụy Điển (Sverigetopplistan)          | 15              |
| Thụy Sĩ (Schweizer Hitparade)          | 21              |
| Anh Quốc (OCC)                         | 1               |
| Hoa Kỳ Billboard Hot 100               | 3               |
| Hoa Kỳ Adult Contemporary (Billboard)  | 25              |
| Hoa Kỳ Adult Pop Airplay (Billboard)   | 6               |
| Hoa Kỳ Dance Club Songs (Billboard)    | 22              |
| Hoa Kỳ Pop Airplay (Billboard)         | 2               |
| Hoa Kỳ Rhythmic (Billboard)            | 14              |

| Bảng xếp hạng (2014)                     | Vị trí |
| ---------------------------------------- | ------ |
| Australia (ARIA)                         | 30     |
| Australia Urban (ARIA)                   | 4      |
| Canada (Canadian Hot 100)                | 30     |
| Germany (Official German Charts)         | 80     |
| Italy (FIMI)                             | 93     |
| Netherlands (Dutch Top 40)               | 38     |
| Netherlands (Single Top 100)             | 25     |
| New Zealand (Recorded Music NZ)          | 25     |
| South Korea (Gaon International Singles) | 80     |
| Sweden (Sverigetopplistan)               | 72     |
| UK Singles (Official Charts Company)     | 25     |
| US Billboard Hot 100                     | 27     |
| US Adult Top 40 (Billboard)              | 50     |
| US Pop Songs (Billboard)                 | 24     |
| Bảng xếp hạng (2015)                     | Vị trí |
| Australia Urban (ARIA)                   | 18     |
| Canada (Canadian Hot 100)                | 70     |
| Italy (FIMI)                             | 87     |
| Netherlands (Dutch Top 40)               | 177    |
| Netherlands (Single Top 100)             | 87     |
| South Korea (Gaon International Singles) | 18     |
| Spain (PROMUSICAE)                       | 77     |
| UK Singles (Official Charts Company)     | 91     |
| US Billboard Hot 100                     | 80     |
| Bảng xếp hạng (2016)                     | Vị trí |
| South Korea (Gaon International Singles) | 4      |
| Bảng xếp hạng (2017)                     | Vị trí |
| South Korea (Gaon International Singles) | 38     |

| Bảng xếp hạng                        | Vị trí |
| ------------------------------------ | ------ |
| UK Singles (Official Charts Company) | 239    |

## Chứng nhận
| Quốc gia | Chứng nhận  | Số đơn vị/doanh số chứng nhận |
| --- | ----------- | ----------------------------- |
| Úc (ARIA) | 3× Bạch kim | 210.000^                      |
| Canada (Music Canada) | 3× Bạch kim | 0*                            |
| Đức (BVMI) | Vàng        | 150.000‡                      |
| Ý (FIMI) | 2× Bạch kim | 60.000‡                       |
| Nhật Bản (RIAJ) | Vàng        | 100.000^                      |
| New Zealand (RMNZ) | 2× Bạch kim | 30.000*                       |
| Na Uy (IFPI) | 2× Bạch kim | 20.000*                       |
| Hàn Quốc (Gaon Chart) | —           | 1,514,435                     |
| Tây Ban Nha (PROMUSICAE) | Bạch kim    | 40.000‡                       |
| Thụy Điển (GLF) | 2× Bạch kim | 40.000‡                       |
| Anh Quốc (BPI) | 2× Bạch kim | 1.200.000‡                    |
| Hoa Kỳ (RIAA) | 6× Bạch kim | 6.000.000^                    |
| Streaming |             |                               |
| Đan Mạch (IFPI Đan Mạch) | Bạch kim    | 1.800.000^                    |
| Tây Ban Nha (PROMUSICAE) | Vàng        | 5.000.000*                    |
| * Chứng nhận dựa theo doanh số tiêu thụ. ^ Chứng nhận dựa theo doanh số nhập hàng. ‡ Chứng nhận dựa theo doanh số tiêu thụ và phát trực tuyến. |             |                               |